# Friedrich Pourtalès
Friedrich Pourtalès (ur. 24 października 1853 w Oberhofen, zm. 3 maja 1928 w Bad Nauheim) – arystokrata niemiecki, dyplomata, ambasador Niemiec w Rosji w latach 1907–1914.

## Życiorys
Friedrich Pourtalès urodził się 24 października 1856 w Oberhofen am Thunersee w Szwajcarii. Był synem Wilhelma (1815–1889) i Charlotte z domu Maltzan, Pani na Sycowie i Pęczelinie (1827–1861). Kiedy miał 8 lat zmarła jego matka. Pod opieką ojca pobierał prywatne lekcje po czym został wysłany do Akademii rycerskiej w Legnicy, gdzie jesienią 1872 zakończył naukę egzaminem maturalnym. W tym samym roku rozpoczął studia prawnicze w Bonn. Po odbyciu służby wojskowej piastował różne stanowiska z ramienia urzędu spraw zagranicznych Niemiec m.in. w Sztokholmie, Wiedniu, Hadze czy Paryżu.
20 września 1892 w Berlinie ożenił się z Giselą Elisabeth Kordelią Marią Charlottą Maximilianą Rahelą Josephą baronową Kanitz.
25 października 1907 objął stanowisko ambasadora Niemiec w Rosji w St. Petersburgu, gdzie spędził 7 lat. Pourtalès odziedziczył po ojcu pokaźną kolekcję dzieł sztuki, w tym liczne renesansowe rzeźby włoskich mistrzów m.in. Jacopo Sansovino czy Andrea Riccio oraz obrazy, które przechowywał w swoim pałacu w Głębowicach. Część z tej kolekcji zabrał ze sobą do St. Petersburga (razem z meblami i rzeczami osobistymi było to szesnaście ciężarówek). 1 sierpnia 1914 hrabia Pourtalès przekazał Siergiejowi Sazonowowi, ministrowi spraw zagranicznych Imperium Rosyjskiego, notę dyplomatyczną rozpoczynającą I wojnę światową. Krótko potem musiał opuścić Rosję. 4 sierpnia 1914 tłum mieszkańców St. Petersburga wtargnął do opuszczonej ambasady niemieckiej niszcząc i plądrując jej zawartość, w tym sporą część kolekcji Pourtalèsa. Po powrocie do Berlina Pourtalès przez trzy miesiące kierował jeszcze wydziałem policji politycznej na kraje Beneluksu, kraje skandynawskie i Rosję, po czym odszedł na wcześniejszą emeryturę, aczkolwiek pozostając czynnym zawodowo do 8 czerwca 1920, kiedy całkowicie odszedł na emeryturę. Osiem lat później, 8 czerwca 1928, zmarł w uzdrowisku Bad Nauheim. Pochowany został w rodzinnym grobowcu w Głębowicach.

## Pochodzenie
Friedrich Pourtalès pochodził z pierwotnie mieszczańskiej rodziny hugenockiej, osiadłej w Szwajcarii. Jeden z jego przodków Jacques-Louis de Pourtalès (1722–1814) nazywany był „Królem kupców” i był jedną z najzamożniejszych osób w Szwajcarii. Rodzina Pourtalèsów została nobilitowana przez Fryderyka II Wielkiego, a Fryderyk Wilhelm III w 1814 nadał członkom rodziny tytuły hrabiowskie. Członkowie rodu Pourtalès w herbach używali wizerunku pelikana. Friedrich był dalekim kuzynem kanclerza Cesarstwa Niemieckiego – Theobalda von Bethmanna Hollwega (dziadek Pourtalèsa był bratem pradziadka Hollwega).

## Dzieła
- Friedrich Pourtalès: Am Scheidewege zwischen Krieg und Frieden: meine letzten Verhandlungen in Petersburg, Ende Juli 1914. Charlottenburg: 1919. (niem.). Brak numerów stron w książce